# Ifereimi Waqainabete
Le docteur Ifereimi Waqainabete, né vers 1973, est un chirurgien et homme politique fidjien.

## Biographie
Diplômé de l'École de médecine des Fidji, il poursuit sa formation dans les hôpitaux de Palmerston North et de Christchurch en Nouvelle-Zélande avant de retourner exercer aux Fidji. Il devient à terme président de l'Association médicale fidjienne. En 2015 il devient président du département de chirurgie de l'université nationale des Fidji (en). 
Il entre en politique en étant élu député au Parlement des Fidji sous l'étiquette du parti Fidji d'abord lors des élections législatives de novembre 2018. Il explique souhaiter participer aux efforts du parti pour promouvoir les relations harmonieuses entre les communautés ethniques, après les violences racistes du coup d'État de l'an 2000. Il est nommé ministre de la Santé et des Services médicaux dans le gouvernement du Premier ministre Frank Bainimarama. Il a ainsi à gérer, de concert avec le Premier ministre, la réponse sanitaire des autorités à l'arrivée de la pandémie de Covid-19 aux Fidji en 2020.
Le parti Fidji d'abord perd le pouvoir aux élections de 2022, auxquelles Ifereimi Waqainabete est toutefois réélu député. Il siège dès lors sur les bancs de l'opposition face au gouvernement de Sitiveni Rabuka. Il démissionne du Parlement le 10 mars 2023 pour devenir professeur de chirurgie à l'université des Fidji (en), cédant son siège de député à Taito Rokomatu,.